# Synagoga w Szentes
Synagoga w Szentes – synagoga zbudowana w latach 1868–1872 w stylu romantycznym według projektu architekta Ignáca Knábe z Budy. Odnowiono ją w latach 1997–1998 na podstawie planów architekta László Terney, a samorząd miasta Szentes ulokował w niej bibliotekę miejską.

## Przesłanki historyczne
Pojawienie się ludności żydowskiej w Szentes można śledzić od połowy XVIII wieku, ale liczba jej zwiększała się bardzo wolno. Podczas spisu ludności z przełomu lat 1808/1809 jej stan liczebny wynosił zaledwie 11 osób, ale w roku 1817 zanotowano tu już 17 rodzin z 92 osobami. Od tego to czasu datuje się powstanie tutejszej żydowskiej gminy wyznaniowej. Początkowo w celu urządzenia w niej bożnicy wydzierżawiono dom stolarza Sámuela Sarkadi przy końcu ulicy Zrínyi, od strony placu Apponyi, który następnie w 1829 roku kupiono i przebudowano na świątynię. W roku 1848 w Szentes mieszkały już 92 rodziny z 509 członkami. Dlatego już w 1854 roku członkowie gminy zdecydowali o budowie synagogi, ale w końcu pozostali jedynie przy rozbudowie istniejącej bożnicy.

## Budowa synagogi
Pojawienie się ustawy z 1867 roku o równouprawnieniu ludności żydowskiej działało pobudzająco na lokalną gminę żydowską w sprawie podjęcia odpowiedniej decyzji i już w 1868 roku podjęto decyzję o budowie synagogi. Sprawami budowy nowej synagogi kierował Náthán Purjesz. Opracowanie planów powierzono budowniczemu synagogi w Budzie, architektowi Ignácowi Knábe. Każdy członek gminy wyznaniowej zobowiązał się do wykupienia dla nowej synagogi przynajmniej jednego krzesła modlitewnego.
Przedsiębiorca budowlany z Nagykőrös, István Halász rozpoczął budowę synagogi, ale kilkakrotnie trzeba było ją wstrzymać, bo wydatki budowlane nie szły w parze z możliwościami finansowymi członków gminy wyznaniowej. Jesienią 1869 roku poproszono ministra oświaty i spraw wyznaniowych o wstrzymanie kosztownej budowy, ale budowla była już w tak zaawansowanym stanie, że nie uzyskano zezwolenia na wstrzymanie robót. Tak więc nawet jeżeli istniały bardzo poważne problemy, to jesienią 1870 roku synagogę przykryto już dachem.
W 1871 roku wykonano pierwsze sprzęty. Aron ha-kodesz, ławki i wszystkie inne prace stolarskie wykonali miejscowi rzemieślnicy. Jesienią 1871 roku w nowej synagodze odbyły się już pierwsze uroczyste nabożeństwa, aczkolwiek siedziano jeszcze w niepomalowanych ławach. Ner tamid zapalono jesienią 1872 roku, co oznaczało oficjalne otwarcie synagogi.
W architekturze synagogi występuje jednoczesne oddziaływanie stylów: gotyckiego, barokowego i blisko-wschodniego, z dodatkiem wpływów romantycznych, a monumentalny charakter świątyni dodatkowo podkreśla ogrodzenie z kutego żelaza, otaczające wejście do synagogi i park przy niej. Kolorowe witraże okien są zdobione symbolami rodzin, które łożyły na budowę synagogi. W roku 1901 remontowano budynek po raz pierwszy, a potem ponownie w 1910 roku, umieszczając wówczas wewnątrz oświetlenie elektryczne. Pozłacaną nową Torę przekazano w 1912 roku. Do roku 1944 w synagodze regularnie odbywały się nabożeństwa, pomimo że losy ludności żydowskiej między dwiema wojnami światowymi stawały się coraz gorsze.

## Po wojnie
W okresie II wojny światowej żydowska ludność z Szentes należała do grupy prowincjonalnej ludności żydowskiej Węgier, której członków w całości zgładzono w obozach śmierci lub pracy przymusowej. Uratowało się zaledwie kilka osób, które jeszcze przez pewien czas zachodziły do synagogi co sobotę, a wtedy widać było świecenie się kolorowych okien. Jednak od 1960 roku synagoga stała już przeważnie opustoszona i osierocona. Z upływem czasu stan budynku pogarszał się coraz bardziej, a potem zawalił się jego sufit i dach.
Synagoga w dalszym ciągu pozostawała własnością gminy żydowskiej, ale w wyniku ówczesnej ateistycznej polityki wyznaniowej państwa, na utrzymanie jej, oraz na konieczne remonty bieżące, nie było już w ogóle środków. Nie można było wykonać nawet najdrobniejszych remontów. W 1987 roku budynek zakupiło kierownictwo miasta Szentes. Rozebrano dach grożący zawaleniem oraz urządzania wewnętrzne, powodując tym samym nieodwracalne szkody w historycznie wartościowych dziełach sztuki, a ściany synagogi pozostawiono obnażone. Dopiero w 1992 roku budynek przykryto nowym dachem, ale decyzja o zagospodarowaniu budynku zapadła dopiero w 1996 roku.
Kierownictwo miasta Szentes zadecydowało wówczas, że zabytkowy budynek zostanie odrestaurowany i wykorzystany dla celów biblioteki miejskiej. Jednocześnie zawarto porozumienie ze związkiem węgierskich gmin żydowskich (Magyarországi Hitközségek Szövetsége) o całkowitym zachowaniu zewnętrznej architektury świątyni, przy przekształceniu wnętrza odpowiednio do potrzeb współczesnej biblioteki. W ślad za rozpisanym konkursem przyjęto projekt miejscowego architekta, László Terney (1947–1998) i jego współprojektantów. László Terney pomysłowo połączył odrestaurowanie zewnętrznej architektury z adaptacją wnętrz dla nowoczesnej biblioteki.
Synagogę o potężnej kubaturze podzielił na cztery poziomy, dodając jeszcze suterynę, dzięki czemu Biblioteka Miejska uzyskała 1300 metrów kwadratowych powierzchni użytkowej. Zadbano jednak o to, aby w budynku urządzić oddzielne pomieszczenie dokumentujące i upamiętniające Holokaust, a w lewym rogu głównego, ozdobnego wejścia do synagogi umieszczono tablicę upamiętniającą izraelickich męczenników, której obramowanie wykonano z ozdobnych elementów kutego żelaza z dawnego ogrodzenia. Oprócz tego oddzielne tablice pamiątkowe upamiętniają nazwiska pierwszego architekta – projektanta świątyni, Ignáca Knábe, oraz wykonującego restaurację budynku inżyniera architekta László Terneyego. László Terney zdążył jeszcze wziąć udział w uroczystym przekazaniu budynku w 1998 roku, chociaż był wtedy już bardzo ciężko chory i wkrótce zmarł. Wielu mieszczan z Szentes znających dobrze ojca László Terneyego – Bélę Terneyego, również był nadzwyczaj dumnych ze wspaniałego dzieła jego syna.